# Vrhovno sodišče Estonije
Vrhovno sodišče Estonije (estonsko Riigikohus) je sodišče zadnje instance v Estoniji. Je hkrati zadnje pritožbeno in ustavno sodišče. Sodišče je v Tartuju.

### Sovjetska okupacija (1940-1991)
Vrhovno sodišče je glede na prvo ustavno ureditev imelo zelo podobno ureditev kot je obstoječa. V času, ko je Estonija imela status sovjetske republike, je tudi vrhovno sodišče imelo status zvezne članice. Vse sodne odločitve so bile sprejete v skladu s sovjetsko ustavo in ustavo Estonske SSR. Sestavo sodišča je vsakih pet let določil vrhovni sovjet republike. Sestavljali so ga civilni senat, kazenski senat, prezidij in vojaško sodišče . Z aktom Vrhovnega sovjeta z dne 8. maja 1990 je bilo sodišče pravno ločeno od nacionalne institucije. Veljati je začel nekaj dni pozneje, 16. maja. Ob osamosvojitvi in vnovičnem sprejetju ustave je nastalo novo vrhovno sodišče Estonije.

## Zbornice

### Vrhovno sodiščeÜldkogu
Plenarno sodišče (estonsko: Üldkogu ) je najvišji organ sodišča in ga sestavlja vseh 19 sodnikov. Vsaka odločitev se glasuje z navadno večino; v primeru neodločenega izida ima odločilni glas vrhovni sodnik. Da bi sodišče lahko odločalo, mora biti prisotnih vsaj 11 sodnikov.
Samo plenarno zasedanje vrhovnega sodišča ima pooblastilo predlagati imenovanja in razrešitve nižjih sodnikov, odločati o disciplinskih pritožbah zoper sodnike in odobriti razglasitev nezmožnosti članov parlamenta Riigikogu, predsednika Estonije, pravosodnega kanclerja ali generalnega revizorja. 
Zadevo lahko na sodišče en banc (plenarno) predloži kateri koli nižji senat sodišča in vse odločitve, ki jih sprejme senat en banc, so za spodnje senate zavezujoče.  Leta 2012 je na primer sodišče zasedalo, da bi odločilo o zakonitosti evropskega mehanizma za stabilnost. Zadevo je senatu odstopil senat za ustavno presojo zaradi njene javnosti in spornosti. 

### Interkameralni(ad hoc)odbor
Meddomni (ad hoc) senat (estonsko: Erikogu ) je sklican za reševanje sporov med senati sodišča glede razlage prava in za odločanje o sporih o pristojnosti znotraj sodišča. Meddomni senat skliče in mu predseduje vrhovni sodnik, vključuje pa dva sodnika iz vseh ustreznih rednih (pravdnih, kazenskih in upravnih) senatov. Odločitve meddomnega senata so zavezujoče za nižje senate, razen če jih razveljavi plenarno sodišče. 

### Zbor za ustavno presojo
Zbor za ustavno presojo (estonsko: Põhiseaduslikkuse järelevalve kolleegium) opravlja vlogo ustavnega sodišča v estonskem pravnem sistemu. Predsednik sodišča je po funkciji predsednik senata za presojo ustavnosti. Senat za presojo ustavnosti sestavljajo vrhovni sodnik in osem sodnikov, ki predstavljajo vse redne nižje domove. Vsako leto sta dva najvišja člana zbornice razrešena svojih dolžnosti, dva nova pa izvoli sodišče en banc . Senat za ustavno presojo lahko izloči vsako zakonodajo, ki se šteje za neustavno, in lahko svetuje Riigikoguju (parlament) o ustavnosti katerega koli predlaganega zakona EU. 
V skladu z 2. poglavjem Zakona o sodnem postopku za presojo ustavnosti lahko vlogo za presojo ustavnosti vloži pravosodni kancler, predsednik Estonije, kateri koli lokalni vladni svet ali nižje sodišče.  Čeprav zakon posameznikom ali podjetjem ne dovoljuje vlaganja vlog, so bile v nekaterih primerih te vloge sprejete, če prosilci niso imeli druge izvedljive možnosti ustavnopravnega varstva. 

### Upravni, civilni in kazenski senat
Trije redni senati sodišča obravnavajo pritožbe in vloge za pregled novih dokazov okrožnih sodišč. 
Upravni senat (estonsko: Halduskolleegium ) ima šest članov, 
civilni senat (estonsko: Tsiviilkolleegium ) vključuje sedem sodnikov
kazenski senat (estonsko: Kriminaalkolleegium ) ima šest članov. 
Večino primerov obravnava senat treh sodnikov; če pa se senat ne strinja glede razlage pravnega vprašanja ali želi razveljaviti prejšnjo odločitev svojega senata, se zadeva prenese na senat v polni sestavi. Če je treba razveljaviti prejšnjo odločitev drugega senata, vodi zadevo ad hoc senat 9 članov. Če želi senat razveljaviti odločitev medsebojnega senata ali Court en banc, se zadeva takoj prenese na Court en banc . 

## Predsednik vrhovnega sodišča

### Sestanek
Predsednika vrhovnega sodišča imenuje Riigikogu po nasvetu predsednika Estonije .  V skladu s členom 27 zakona o sodiščih je vrhovni sodnik imenovan za 9 let in nobena oseba ne more biti imenovana za dva zaporedna mandata. 

### Trenutni sodniki
Sodišče običajno vključuje 19 sodnikov; vendar je eno ali več mest pogosto nezasedenih. Trenutni sodniki so navedeni spodaj. 

### Upokojitev in razrešitev s funkcije
V skladu s členom 99 1 zakona o sodiščih je obvezna upokojitvena starost za vse sodnike, vključno z vrhovnim sodnikom in sodniki vrhovnega sodišča, 68 let.V skladu z zakonom o sodiščih lahko sodnika vrhovnega sodišča razreši Riigikogu na nasvet vrhovnega sodnika, medtem ko lahko vrhovnega sodnika razreši Riigikogu na pobudo predsednika.  Vsaka razrešitev s položaja mora biti posledica enega od razlogov, določenih v §99(1) zakona o sodiščih, kot je navedeno spodaj. 
»(1) Sodnik se razreši funkcije:
1) na zahtevo sodnika;
2) zaradi starosti;
3) zaradi neprimernosti za opravljanje funkcije – v treh letih po imenovanju na funkcijo;
4) zaradi zdravstvenih razlogov, ki ovirajo sodniško delo;
5) ob likvidaciji sodišča ali zmanjšanju števila sodnikov;
6) če sodnik po prenehanju službe na vrhovnem sodišču, ministrstvu za pravosodje, mednarodni sodni ustanovi ali po vrnitvi iz mednarodne civilne misije nima možnosti vrnitve na prejšnje sodniško mesto in se oz. ne želi biti premeščena na drugo sodišče.
7) če je sodnik imenovan ali izvoljen na položaj ali funkcijo, ki ni v skladu z omejitvami sodniške službe;
8) če se razkrijejo dejstva, ki po zakonu onemogočajo imenovanje za sodnika. "